# الوليد بن سعود بن عبد العزيز آل سعود
الأمير الوليد بن سعود بن عبد العزيز آل سعود (1961- ) الابن الحادي والأربعون من أبناء سعود بن عبد العزيز آل سعود من زوجته الأميرة تركية محمد العبد العزيز.

## أسرته
كان متزوج من: الأميرة ريما بنت طلال بن عبد العزيز آل سعود (مطلقة) وهي والدة :
- الأمير خالد بن الوليد بن سعود بن عبد العزيز آل سعود